# Talayot

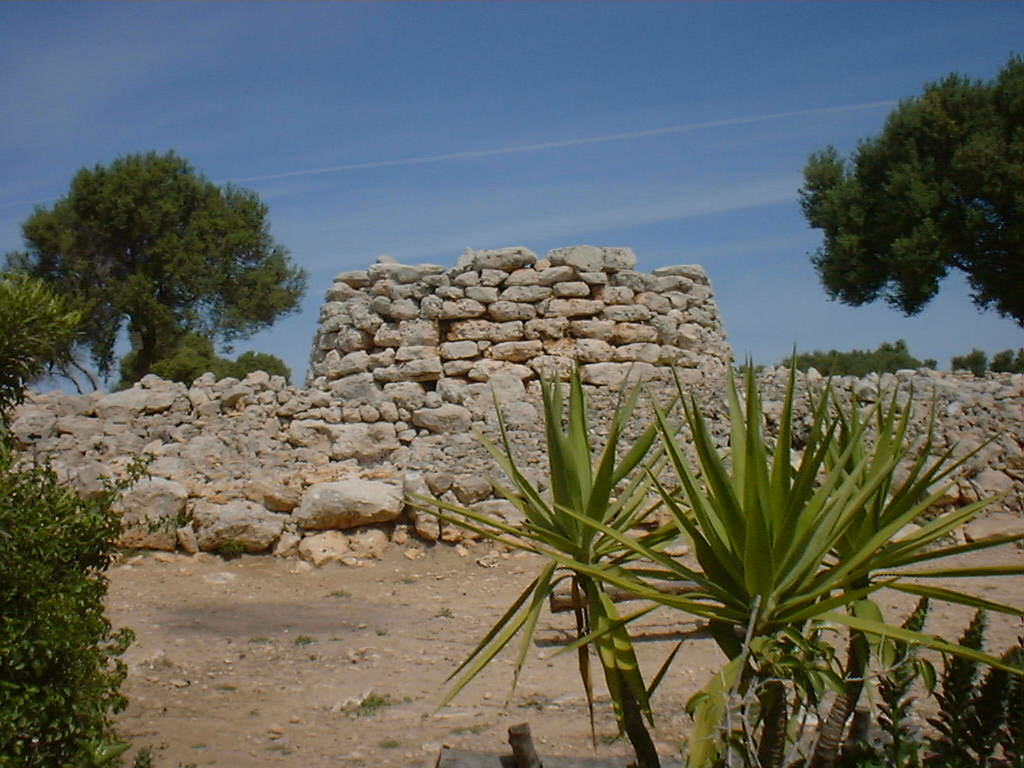
Talayot na Majorce

Talayot – typ starożytnych megalitycznych budowli kamiennych, występujący na Majorce i Minorce w archipelagu Balearów.
Talayotes związane są z lokalną kulturą zwaną talayotycką, rozwijającą się na Balearach od ok. 1700 r. p.n.e. do końca II wieku p.n.e. Dokładna chronologia jest niejasna, większość z nich datowana jest jednak na przełom II i I tysiąclecia p.n.e. Niepewna jest także funkcja budowli, mogły pełnić zarówno rolę obronną, magazynową, jak i mieszkalną. Talayotes wykazują podobieństwo do budowli cywilizacji nuragijskiej na Sardynii.
Typowy talayot to wzniesiona z wielkich bloków kamiennych okrągła budowla z płaskim dachem wspartym na potężnym filarze. W późniejszym okresie pojawiają się także talayotes budowane na planie kwadratu. W obwodzie mierzą zazwyczaj 10-12 metrów. Budowano je wkomponowane w mury obronne lub pośrodku osady. Do dziś na Balearach przetrwało ponad 300 tego typu budowli.